# Centrum voor Begaafdheidsonderzoek
Het Centrum voor Begaafdheidsonderzoek is de naam van twee onderzoeksinstituten in de Nederlandse stad Nijmegen en de Belgische stad Antwerpen. In de centra voor begaafdheidsonderzoek wordt onderzoek gedaan naar hoogbegaafdheid. 
Het centrum in Nijmegen werkt samen met de Radboud Universiteit Nijmegen. Jarenlang maakte het deel uit van de Faculteit der Sociale wetenschappen en in 2014 werd het opgenomen in het onderzoeksinstituut ITS Nijmegen, verbonden aan de Radboud Universiteit Nijmegen. Sinds mei 2016 is het een zelfstandig instituut dat nauw samenwerkt met de Radboud Universiteit. Het centrum in Antwerpen is verbonden aan de Universiteit Antwerpen. De beide centra werken samen.
In beide gevallen doet met onderzoek en ondersteunt met het onderwijs in het lesgeven aan hoogbegaafden. In samenwerking met de European Council for High Ability (ECHA) wordt een postacademische opleiding "Educating the Gifted" aangeboden, die bedoeld is voor onderwijsgevenden en opleidt tot het "European Advanced Diploma in Educating the Gifted". Men doet onder andere onderzoek naar versnelling in de schoolloopbaan. In samenwerking met uitgeverij Kluwer wordt er een tijdschrift uitgegeven voor de basisschool, gericht op hoogbegaafde leerlingen.
Het centrum wordt ook wel afgekort als CBO, maar die afkorting wordt ook door andere organisaties gebruikt.